# Pohár Hasana II.
Pohár Hasana II. (oficiálně Coupe internationale Hassan II de football) byl mezinárodní přátelský fotbalový turnaj pořádaný Marockou fotbalovou federací, který se hrával v marocké Casablance. Poháru se vždy zúčastnilo domácí Maroko společně se třemi pozvanými týmy. Turnaj se konal v letech 1996, 1998 a 2000.

## Přehled účastníků
- 1996[2][1] - Maroko, Česko, Chorvatsko, Nigérie
- 1998 - Maroko, Anglie, Belgie, Francie
- 2000 - Maroko, Francie, Jamajka, Japonsko

## Přehled vítězů
| Ročník | Vítěz      | Finalista |
| ------ | ---------- | --------- |
| 1996   | Chorvatsko | Česko     |
| 1998   | Francie    | Anglie    |
| 2000   | Francie    | Maroko    |